# Język abchaski

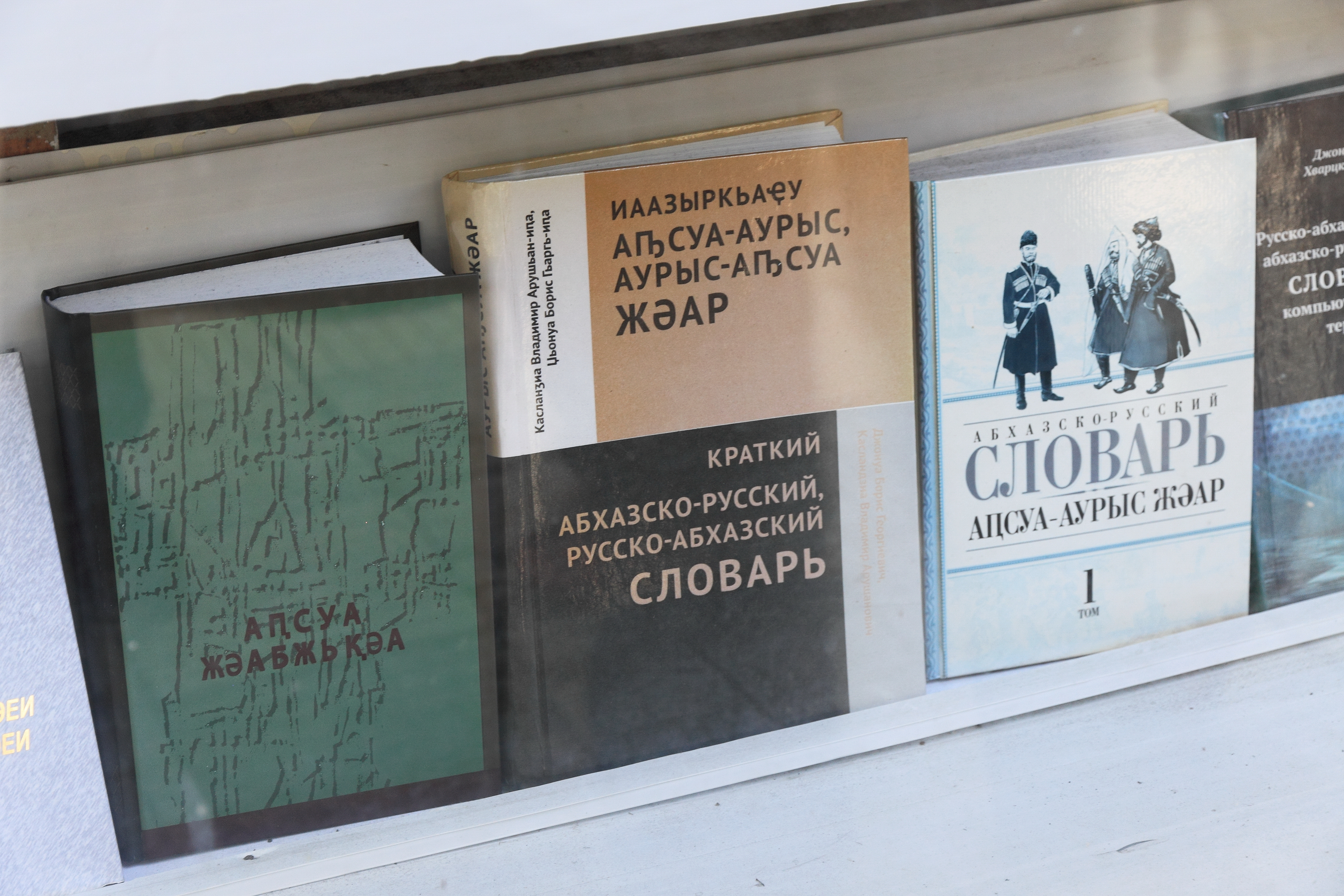
Słowniki rosyjsko-abchaskie w Suchumi

Język abchaski (abch. аҧсуа бызшәа) – język należący do rodziny języków północno-zachodniokaukaskich, używany przez Abchazów. Jest używany w Abchazji oraz częściowo w Adżarii i Turcji. Posługuje się nim ok. 100 tys. osób. Z perspektywy typologii ma charakter aglutynacyjny i polisyntetyczny.
Abchaski jest blisko spokrewniony z językiem abazyńskim. Wyróżnia się dialekty: abżujski (legł u podstawy języka literackiego), bzybski oraz sadzki (w Turcji).
Niektóre gramatyki podają, iż w języku tym występują zaledwie dwie samogłoski: otwarta samogłoska а oraz zamknięta samogłoska ә. W zależności od pozycji w wyrazie obydwie te samogłoski mogą być wymawiane jako zbliżone do e, i, o lub u, jednak różnica między tymi dźwiękami nie jest relewantna i nie odgrywa większej roli dla rozumienia wyrazów. Czasem jednak, po uwzględnieniu wszystkich tych dźwięków podaje się liczbę 6 samogłosek. Z kolei liczba spółgłosek w dialekcie abżujskim, który stał się podstawą języka literackiego, wynosi 58, zaś w dialekcie bzybskim – 67. Dla porównania: w języku polskim mamy 8 samogłosek i 36 spółgłosek, co i tak – jeśli porównamy z innymi językami słowiańskimi – jest dużą liczbą.
Ze względu na sytuację polityczną Abchazji, język abchaski ma dziś stosunkowo wysoki prestiż i jest jednym z lepiej rozwiniętych „małych” języków Kaukazu. Jest to, wraz z językiem rosyjskim, oficjalny język samozwańczej Republiki Abchazji. Język ten używany jest w prasie, radiu i telewizji, powstaje w nim literatura piękna oraz dzieła naukowe. Ze względu na dzieje tego języka, dużo jest w nim zapożyczeń tureckich, gruzińskich oraz najnowszych – rosyjskich.

## Alfabet abchaski

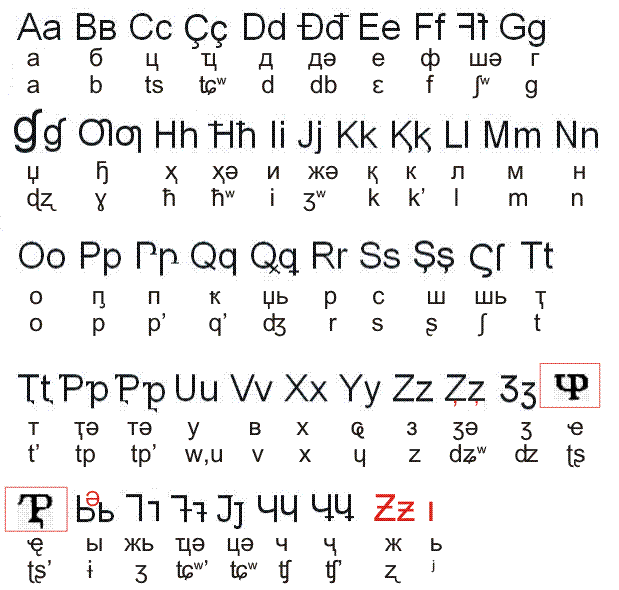
Alfabet abchaski z lat 1928–1938, oparty na piśmie łacińskim

Pierwsze świadectwa języka abchaskiego zostały utrwalone w XVII w. przez podróżującego przez te tereny Evliya Çelebiego.
Pierwsze próby zapisywania tego języka podjęto w XIX w., po przyłączeniu Abchazji do Imperium Rosyjskiego. Pierwszy abchaski alfabet opracował w 1862 r. rosyjski kaukazolog Piotr Uslar. Wkrótce potem, w 1865 r. ukazał się pierwszy abchaski elementarz. Opracowany przez Uslara alfabet był oparty na cyrylicy i składał się z 37 liter. W 1905 r. alfabet ów poszerzono dodając kilka nowych liter, przez co alfabet liczył już wówczas 55 znaków.
W późniejszym okresie znany lingwista-poliglota i kaukazolog Mikołaj Marr (pochodzenia gruzińsko-szkockiego) opracował dla języka abchaskiego nowy, oparty na łacince alfabet złożony z 75 liter. Alfabet ten był w oficjalnym użyciu tylko dwa lata 1926–1928, do czasu opracowania nowego alfabetu, również opartego na łacince.
W 1937 r. wprowadzono nowy alfabet, oparty tym razem na piśmie gruzińskim, jednak dążenia Abchazów do odróżnienia i uniezależnienia się od Gruzinów doprowadziły do kolejnej zmiany: w 1954 r. ponownie wprowadzono alfabet oparty na cyrylicy.
| Litera  | Transliteracja | IPA                     |
| ------- | -------------- | ----------------------- |
| А а     | a              | /a/; /a:/ (< */ʕa, aʕ/) |
| Б б     | b              | /b/                     |
| В в     | v              | /v/                     |
| Г г     | g              | /ɡ/                     |
| Гь гь   | g'             | /ɡʲ/                    |
| Гә гә   | g°             | /ɡʷ/                    |
| Ҕ ҕ     | ġ              | /ɣ ~ ʁ/                 |
| Ҕь ҕь   | ġ'             | /ɣʲ ~ ʁʲ/               |
| Ҕә ҕә   | ġ°             | /ɣʷ ~ ʁʷ/               |
| Д д     | d              | /d/                     |
| Дә дә   | d°             | /dʷ/ [d͡b]               |
| Е е     | e              | /ɛ/                     |
| Ж ж     | ž              | /ʐ/                     |
| Жь жь   | ž'             | /ʒ/                     |
| Жә жә   | ž°             | /ʒʷ/                    |
| З з     | z              | /z/                     |
| (Ҙ ҙ)   |                | /ʑ/                     |
| Ӡ ӡ     | ʒ              | /d͡z/                    |
| Ӡә ӡә   | ʒ°             | /d͡ʑʷ/                   |
| (Ӡ’ ӡ’) |                | /d͡ʑ/                    |
| И и     | i              | /j, jɨ, ɨj/ [j, jə, i:] |
| К к     | k              | /kʼ/                    |
| Кь кь   | k'             | /kʼʲ/                   |
| Кә кә   | k°             | /kʼʷ/                   |
| Қ қ     | k̢              | /kʰ/                    |
| Қь қь   | k̢'             | /kʲʰ/                   |
| Қә қә   | k̢°             | /kʷʰ/                   |
| Ҟ ҟ     | k̄              | /qʼ/                    |
| Ҟь ҟь   | k̄'             | /qʼʲ/                   |
| Ҟә ҟә   | k̄°             | /qʼʷ/                   |
| Л л     | l              | /l/                     |
| М м     | m              | /m/                     |
| Н н     | n              | /n/                     |
| О о     | o              | /wa, aw/ [o]            |
| П п     | p              | /pʼ/                    |
| Ҧ ҧ     | ṗ              | /pʰ/                    |
| Р р     | r              | /r/                     |
| С с     | s              | /s/                     |
| (Ҫ ҫ)   |                | /ɕ/                     |
| Т т     | t              | /tʼ/                    |
| Тә тә   | t°             | /tʼʷ/ [tʼ͡pʼ]            |
| Ҭ ҭ     | t̢              | /tʰ/                    |
| Ҭә ҭә   | t̢°             | /tʷʰ/ [t͡pʰ]             |
| У у     | u              | /w, wɨ, ɨw/ [w, wə, u:] |
| Ф ф     | f              | /f/                     |
| Х х     | x              | /x ~ χ/                 |
| Хь хь   | x'             | /xʲ ~ χʲ/               |
| Хә хә   | x°             | /xʷ ~ χʷ/               |
| (Х’ х’) |                | /χ ~ χˁ/                |
| Ҳ ҳ     | x̢              | /ħ/                     |
| Ҳә ҳә   | x̢°             | /ħʷ/                    |
| Ц ц     | c              | /t͡sʰ/                   |
| Цә цә   | c°             | /t͡ɕʷʰ/                  |
| (Ц’ ц’) |                | /t͡ɕʰ/                   |
| Ҵ ҵ     | c̄              | /t͡sʼ/                   |
| Ҵә ҵә   | c̄°             | /t͡ɕʼʷ/                  |
| (Ҵ’ ҵ’) |                | /t͡ɕʼ/                   |
| Ч ч     | č              | /t͡ʃʰ/                   |
| Ҷ ҷ     | č̢              | /t͡ʃʼ/                   |
| Ҽ ҽ     | ċ              | /t͡ʂʰ/                   |
| Ҿ ҿ     | ċ̨              | /t͡ʂʼ/                   |
| Ш ш     | š              | /ʂ/                     |
| Шь шь   | š'             | /ʃ/                     |
| Шә шә   | š°             | /ʃʷ/                    |
| Ы ы     | y              | /ɨ/                     |
| Ҩ ҩ     | o̩              | /ɥ ~ ɥˁ/ (< */ʕʷ/)      |
| Џ џ     | ǰ              | /d͡ʐ/                    |
| Џь џь   | ǰ'             | /d͡ʒ/                    |